# 和田尚久 (ライター)
和田 尚久（わだ なおひさ、1971年 - ）は、日本の放送作家、文筆家。松本 尚久（まつもと なおひさ）名の著作もある。

## 人物・来歴
東京都台東区生まれ。父は作家の前田純敬。旧名、松本尚久。獨協中学校・高等学校卒、関東学院大学卒。（社）日本放送作家協会会員。
学生時代より浅草で「談志を聴く会」を開催、「人形町らくだ亭」（小学館）などを企画。2019年より一般社団法人ふらすこ代表理事。

## 著書
- 『落語の聴き方楽しみ方』松本尚久 2010 (ちくまプリマー新書)
- 『芸と噺と-落語を考えるヒント』松本尚久 扶桑社 2010

### 編著
- 『落語を聴かなくても人生は生きられる』松本尚久編 2012 (ちくま文庫)
- 『立川談志まくらコレクション : 談志が語った"ニッポンの業"』和田尚久 構成 2015 (竹書房文庫)
- 『立川談志まくらコレクション : 夜明けを待つべし』和田尚久 構成 2015 (竹書房文庫)
- 『観なきゃよかった 立川談志映画時評』和田尚久 編 アスペクト 2015
- 『森卓也のコラム・クロニクル 1979-2009』和田尚久 編 トランスビュー 2016
- 『ギャグ語辞典―ギャグにまつわる言葉をイラストと豆知識でアイーンと読み解く』高田文夫・松岡昇・和田尚久（文）、佐野文二郎（絵）、誠文堂新光社、2021

### CDプロデュース
- 『林家木久扇　ザ・スーパースター』キントトレコード  2016 [3]

## 担当した主な番組
- 『立川談志の最後のラジオ』（QR）
- 『歌舞伎座の快人』（QR)
- 『青山二丁目劇場』（QR)
- 『談志の遺言』（TBS）
- 『浜美枝のいつかあなたと』（ＱＲ）
- 『ふれあいラジオパーティー』（ＮＨＫラジオ）
- 『ニュースＥＹＥ』（ＴＸ）